# Ordre de frappe au baseball
L'ordre de frappe ou alignement des frappeurs (line-up) est l'ordre dans lequel les frappeurs se succèdent à la batte dans une partie de baseball.
L'alignement comprend neuf frappeurs, soit les neuf joueurs qu'une équipe utilise sur le terrain. Dans les ligues utilisant la règle du frappeur désigné, l'alignement sera constitué de huit des joueurs employés en défense et du frappeur désigné, allant frapper en lieu et place du lanceur.
L'alignement des frappeurs est élaboré avant le match par le gérant et ne peut être modifié durant la partie. Un joueur suppléant peut frapper à la place d'un autre joueur, mais celui-ci doit alors quitter la partie et être remplacé par un autre joueur en défense, qui prendra ensuite sa place dans l'alignement. Les joueurs remplaçants introduits en cours de match doivent toujours occuper le même rang que le joueur qu'ils ont remplacé dans l'alignement; une stratégie appelée double substitution permet de contourner ce réglement.

## Positions dans l'alignement
L'alignement des frappeurs est primordial dans les succès d'une équipe à l'attaque. Ce succès dépend du talent des joueurs qui le composent mais aussi de la stratégie adoptée par le gérant qui compose l'alignement. Certaines constantes se dégagent quant à l'ordre dans lequel les joueurs se succéderont au bâton.

### #1 (lead-off)
Le premier frappeur, surnommé lead-off, est généralement le coureur le plus rapide de l'équipe et on attend de lui qu'il ait une excellente moyenne de présence sur les buts. Il n'est pas un frappeur de puissance mais plutôt de contact, frappant couramment des simples ou des doubles et soutirant beaucoup de but-sur-balles au lanceur. Une fois sur les sentiers, son rôle est de se mettre en position de marquer, autrement dit d'atteindre au moins le deuxième coussin pour marquer dès que l'occasion se présente sur le plus petit des coups sûrs, un simple. Pour ce faire, ce premier frappeur doit être un bon coureur capable de voler des buts.
Jackie Robinson, Lou Brock, Pete Rose ou Ichiro Suzuki sont des exemples classiques de premiers frappeurs en Ligue majeure. 

### #2
Le deuxième frappeur est lui aussi un coureur rapide. Il doit, lui aussi, avoir une bonne moyenne de présence sur les buts et idéalement avoir une bonne moyenne de puissance. Les gérants aiment placer des frappeurs gauchers à ce poste pour qu'ils puissent utiliser l'espace entre les joueurs de premier et deuxième but en défense; le joueur de premier but demeurant à proximité du premier coussin pour « retenir » le premier frappeur lorsque ce dernier se rend sur les sentiers. Dans les bonnes équipes, le frappeur 2 combine les caractéristiques d'un premier frappeur et d'un frappeur de puissance, comme Robin Yount, Curt Flood ou Joe Morgan. 

### #3
Le troisième frappeur combine généralement une bonne moyenne de présence sur les buts et une bonne moyenne de puissance. Il n'est pas forcément rapide.
Babe Ruth, Ted Williams, Willie Mays ou Albert Pujols sont des exemples de frappeurs #3 en Ligue majeure. 

### #4
Le quatrième frappeur doit avoir beaucoup de puissance, il est celui le plus susceptible de « nettoyer » (clean-up) les buts à la faveur de grosses frappes. 
Le frappeur 4 requiert un talent hors du commun et la capacité à frapper des coups sûrs aux moments importants dans la partie (clutch), tels que des situations à buts remplis et deux retraits, comme Lou Gehrig, Tony Pérez, Alex Rodriguez ou Josh Hamilton. 

### #5
Le cinquième frappeur est généralement le deuxième frappeur le plus puissant de l'équipe. Il doit être puissant, sinon les lanceurs adverses accorderaient souvent des buts-sur-balles intentionnels au quatrième frappeur. 
Les frappeurs 3, 4 et 5 font partie du « cœur du line-up » et offrent les meilleures chances de produire des points. 

### #6
Le sixième frappeur est généralement semblable au cinquième frappeur, mais n'a pas besoin d'être aussi puissant que celui-ci.

### #7, #8
Les septième et huitième frappeurs sont des joueurs dont la moyenne au bâton est moins élevée. On s'attend quand même à ce qu'ils fassent contact avec la balle et la placent en lieu sûr, comme c'est le cas pour n'importe quel frappeur. 

### #9
Le neuvième frappeur est, dans la Ligue nationale, presque toujours le lanceur. Sauf quelques rares exceptions (Carlos Zambrano, Dontrelle Willis), le lanceur n'est pas un bon frappeur. Lorsqu'il y a un coureur sur les buts, on encourage habituellement le lanceur à poser un amorti pour faire avancer les coureurs sur les sentiers et reprendre l'alignement au début avec un meilleur frappeur. 
Tony La Russa est connu pour inverser l'ordre des frappeurs #8 et #9, en faisant frapper le lanceur au huitième rang, une stratégie qu'il a employée avec les Cardinals de Saint-Louis en 1998, puis en 2007 et 2008,. En 2008, Ned Yost des Brewers de Milwaukee faisait aussi frapper le lanceur au huitième rang. Dans les ligues où le frappeur désigné est autorisé, le joueur frappant neuvième est habituellement le moins bon frappeur de l'équipe, souvent un receveur, un joueur de deuxième but ou un arrêt-court.